# Mistrzostwa Europy w Szermierce 2005
18. Mistrzostwa Europy w Szermierce odbyły się w dniach od 28 czerwca do 3 lipca 2005 w węgierskim Zalaegerszeg.

## Klasyfikacja medalowa
| Lp. | Państwo | złoto | srebro | brąz | Razem |
| --- | ------- | ----- | ------ | ---- | ----- |
| 1   | Włochy  | 4     | 0      | 4    | 8     |
| 2   | Rosja   | 3     | 7      | 1    | 11    |
| 3   | Polska  | 3     | 2      | 1    | 6     |
| 4   | Ukraina | 1     | 1      | 3    | 5     |
| 5   | Francja | 1     | 0      | 4    | 5     |
| 6   | Węgry   | 0     | 2      | 1    | 3     |
| 7   | Rumunia | 0     | 0      | 3    | 3     |
| 8   | Niemcy  | 0     | 0      | 1    | 1     |

## Medaliści

### Mężczyźni
| Złoto                                                                                      | Srebro                                                                            | Brąz                                                                              |
| Floret                                                                                     |                                                                                   |                                                                                   |
| Andrea Cassarà                                                                             | Siergiej Tichonow                                                                 | Andrea Baldini Jérôme Jault                                                       |
| Włochy · Andrea Baldini · Andrea Cassarà · Salvatore Sanzo · Simone Vanni                  | Rosja · Maksim Bobok · Andriej Diejew · Artiom Siedow · Siergiej Tichonow         | Francja · Loïc Attely · Jérôme Jault · Terence Joubert · Marcel Marcilloux        |
| Szpada                                                                                     |                                                                                   |                                                                                   |
| Tomasz Motyka                                                                              | Pawieł Kołobkow                                                                   | Dmytro Czumak Mathieu Denis                                                       |
| Polska · Tomasz Motyka · Adam Wiercioch · Robert Andrzejuk · Krzysztof Mikołajczak         | Ukraina · Dmytro Czumak · Maksym Chworost · Ołeksandr Horbaczuk · Witalij Oszarow | Węgry · Géza Imre · Gábor Boczkó · Attila Fekete · Iván Kovács                    |
| Szabla                                                                                     |                                                                                   |                                                                                   |
| Aldo Montano                                                                               | Zsolt Nemcsik                                                                     | Steven Bauer Nicolas Lopez                                                        |
| Rosja · Stanisław Pozdniakow · Aleksiej Jakimienko · Aleksiej Djaczenko · Dmitrij Ajbuszew | Polska · Marcin Koniusz · Patryk Pałasz · Adam Skrodzki · Rafał Sznajder          | Rumunia · Mihai Covaliu · Rareș Dumitrescu · Constantin Sandu · Nicolae Sireteanu |

### Kobiety
| Złoto                                                                                      | Srebro                                                                                     | Brąz                                                                           |
| Floret                                                                                     |                                                                                            |                                                                                |
| Sylwia Gruchała                                                                            | Swietłana Bojko                                                                            | Valentina Cipriani Wiktorija Nikiszyna                                         |
| Włochy · Valentina Cipriani · Elisa Di Francisca · Margherita Granbassi · Ilaria Salvatori | Rosja · Swietłana Bojko · Jekatierina Juszewa · Wiktorija Nikiszyna · Jana Ruzawina        | Rumunia · Cristina Ghiță · Cristina Stahl · Roxana Scarlat · Andreea Andrei    |
| Szpada                                                                                     |                                                                                            |                                                                                |
| Jana Szemiakina                                                                            | Hajnalka Tóth                                                                              | Magdalena Grabowska Iuliana Măceşeanu                                          |
| Rosja · Oksana Jermakowa · Lubow Szutowa · Anna Siwkowa · Jewgienija Stroganowa            | Polska · Olga Cygan · Danuta Dmowska · Magdalena Grabowska · Beata Tereba                  | Ukraina · Nadija Kazymyrczuk · Olha Partała · Jana Szemiakina · Jewa Wybornowa |
| Szabla                                                                                     |                                                                                            |                                                                                |
| Jekatierina Fiedorkina                                                                     | Sofja Wielika                                                                              | Ilaria Bianco Gioia Marzocca                                                   |
| Francja · Anne-Lise Touya · Julie Berengier · Léonore Perrus · Pascale Vignaux             | Rosja · Jekatierina Fiedorkina · Jelena Nieczajewa · Sofja Wielika · Swietłana Kormilicyna | Ukraina · Olha Charłan · Ołena Chomrowa · Darija Nedaszkowśka · Hałyna Pundyk  |